# Jacek Kowalczyk (Fußballspieler)
Jacek Kowalczyk (* 12. August 1981 in Kattowitz, Polen) ist ein polnischer ehemaliger Fußballspieler.

## Vereinskarriere
Jacek Kowalczyk erlernte das Fußballspielen beim kleinen Provinzverein Unia Głuchołazy. 1999 wurde er von GKS Katowice verpflichtet. Hier debütierte er auch 2001 in der polnischen Ekstraklasa. Seine konstant guten Leistungen machten die Verantwortlichen von Wisła Krakau auf ihn aufmerksam, sodass er 2004 zu den Krakauern wechselte. Hier konnte er sich während seines zweijährigen Aufenthalts nicht durchsetzen und kam auf insgesamt nur neun Einsätze in der Ekstraklasa. Jedoch wurde er mit Wisła Krakau zweimal polnischer Meister. Nach einem kurzen Gastspiele bei Polonia Warschau wechselte er 2006 zu Odra Wodzisław Śląski. Hier konnte er sich einen Stammplatz erkämpfen und war in der Abwehrkette gesetzt. Insgesamt absolvierte er 187 Spiele und erzielte fünf Tore in der polnischen Ekstraklasa. Seit Mitte 2010 spielte Kowalczyk für den polnischen Zweitligisten GKS Katowice, bei dem er auch drei Jahre später seine Karriere beendete.

## Nationalmannschaft
Unter Nationaltrainer Paweł Janas absolvierte er 2003 drei Länderspiele für die polnische Fußballnationalmannschaft. Es handelte sich um drei Freundschaftsspiele gegen Mazedonien (3:0), Litauen (3:1) und die Färöer (6:0).